# Conduttore protonico
Un conduttore protonico è un conduttore di seconda specie (tipicamente un elettrolita solido) nel quale gli ioni idrogeno (protoni) sono i principali portatori di carica.
I conduttori protonici sono solitamente costituiti da materiali polimerici o ceramici, in quanto tali classi di materiali presentano pori sufficientemente piccoli per bloccare i più grossi ioni negativi nella matrice solida e far partecipare soltanto gli ioni più piccoli (gli ioni di idrogeno positivi — semplici protoni) a corrente continua.
I conduttori protonici sono solitamente materiali solidi. Quando sono nella forma di membrana, i conduttori protonici sono una parte essenziale di piccole e poco costose pile a combustibile.
L'acqua sotto forma di ghiaccio è un esempio di conduttore protonico comune, anche se poco pregiato. 
La conduzione protonica fu suggerita da Alfred Rene Jean Paul Ubbelhode (14 dicembre 1907 - 7 gennaio 1988) e da S.E. Rogers.